# تامی جکسون
تامی جکسون (انگلیسی: Tammy Jackson؛ زادهٔ ۳ دسامبر ۱۹۶۲) بازیکن بسکتبال اهل ایالات متحده آمریکا است.
وی در مسابقات کشوری و بین‌المللی در مجموع برندهٔ ۱ مدال طلا، ۱ مدال برنز شده‌است.